# Cerylon argentinum
Cerylon argentinum là một loài bọ cánh cứng trong họ Cerylonidae. Loài này được Brethes miêu tả khoa học năm 1922.